# Gynoplistia variata
Gynoplistia variata là một loài ruồi trong họ Limoniidae. Chúng phân bố ở vùng Tân nhiệt đới.